# Mikwe (Schmalkalden)
Die Mikwe von Schmalkalden war das Ritualbad der jüdischen Gemeinde in Schmalkalden.

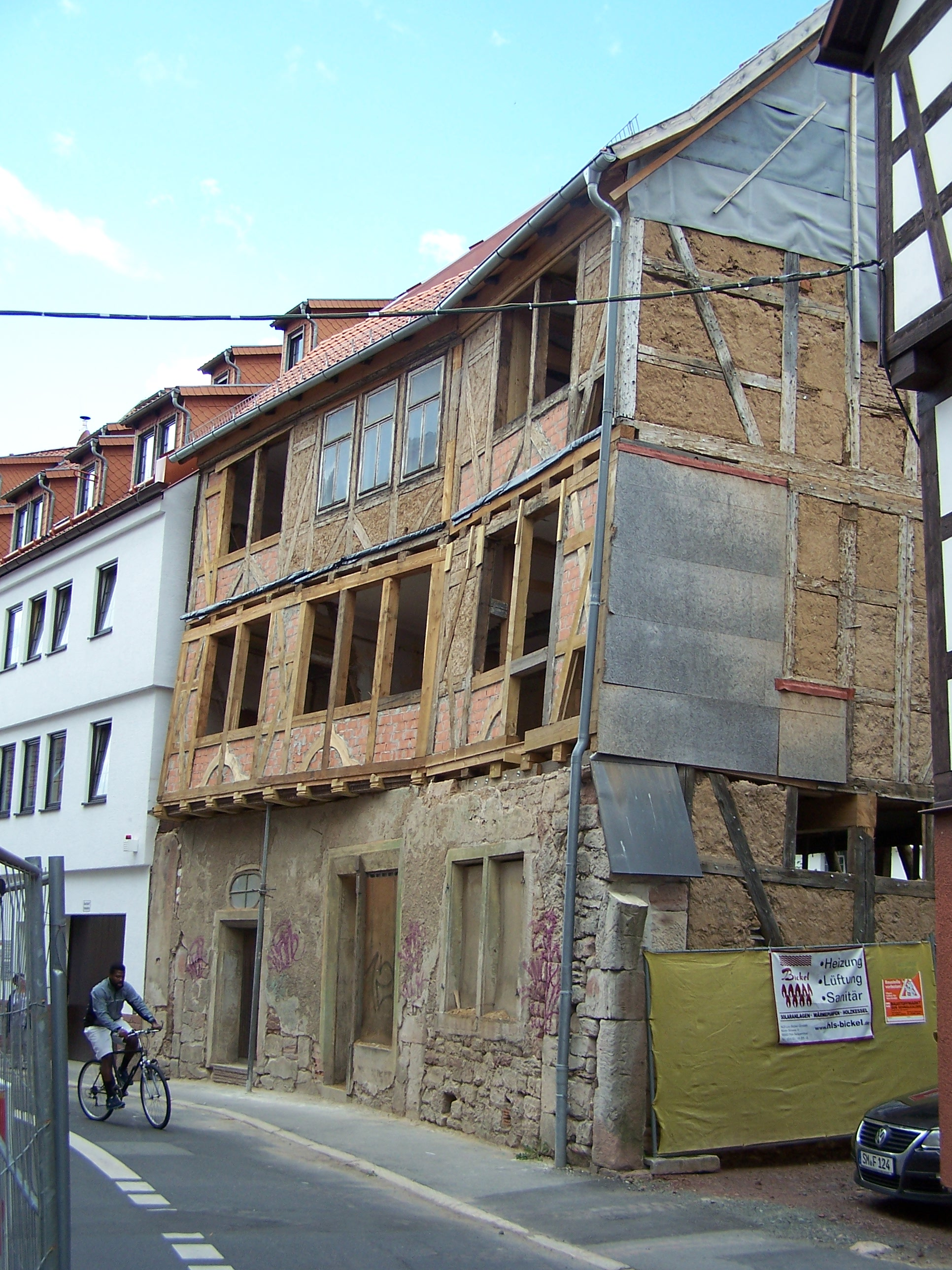
Teilansicht des Hauses Hoffnung 38 von Südosten.

## Lage
Im Zusammenhang mit einem Wohnprojekt in der Schmalkaldener Altstadt führte das Thürische Landesamt für Denkmalpflege 2015 archäologische Untersuchungen durch. Im Hof des Fachwerkhauses Hoffnung 38 entdeckte man einen Gewölbekeller und darin das Tauchbad. Diese Einrichtung befand sich in direkter Nachbarschaft zu der 1938 zerstörten Synagoge in der Judengasse.

## Datierung
Das Tauchbad entstand in zwei Bauabschnitten. Der ältere Teil wurde um 1400 erbaut; der jüngere Teil entstand im Zusammenhang mit dem Synagogenneubau von 1622. Spätestens im 18. Jahrhundert wurde die Mikwe aufgegeben und der Keller profan genutzt.

## Beschreibung
Die Kellermikwe wurde hauptsächlich durch Grundwasser gespeist. Sie besaß insgesamt vier Schächte. Drei befinden sich eng beieinander, der vierte ist durch eine hölzerne Wasserleitung mit steingefasstem Überlauf mit dem Ensemble verbunden.
Das wichtigste und architektonisch hervorgehobene Element ist das Tauchbad für die rituelle Reinigung von Personen durch vollständiges Untertauchen. Zwei Stufen führen hinab, der Boden ist mit Steinplatten ausgelegt. Das Fassungsvermögen ist etwa ein Kubikmeter Wasser.
Der durch die Holzwasserleitung verbundene separate Schacht ist relativ klein und diente wahrscheinlich der rituellen Reinigung (Kaschern) von Geschirr.
Die beiden anderen Schächte gehören der älteren, spätmittelalterlichen Mikwe an. Das Grundwasser wurde hier gesammelt und reguliert, bevor es in das Tauchbad hineinfloss. Dieses spätmittelalterliche Tauchbad befindet sich unter dem frühneuzeitlichen und wurde nicht ausgegraben. In einem der Schächte fanden Archäologen Scherben, die sich zu einem Gefäß des 15. Jahrhunderts zusammenfügen ließen.
Der Erhaltungszustand der Anlage ist außergewöhnlich gut, die Konstruktion mit mehreren Schächten ungewöhnlich, aber zweckmäßig.